# Ceeceenus levis
Ceeceenus levis is een zachte koraalsoort uit de familie Paralcyoniidae. De koraalsoort komt uit het geslacht Ceeceenus. Ceeceenus levis werd in 2006 voor het eerst wetenschappelijk beschreven door van Ofwegen & Benayahu. 